# ɮ
Cette page contient des caractères spéciaux ou non latins. S’ils s’affichent mal (▯, ?, etc.), consultez la page d’aide Unicode.
Le lej, (minuscule : ɮ) est une lettre additionnelle de l’écriture latine qui est utilisée dans l’alphabet phonétique international.

## Utilisation
Dans l’alphabet phonétique international, [ɮ] représente une consonne fricative latérale alvéolaire voisée. Le symbole est adopté en 1928 étant déjà utilisé dans Phonetics of the Zulu Language de Clement Martyn Doke dans lequel il a la forme d’une ligature formée d’un l ‹ l › et un ej ‹ ʒ › liés. En 1938, le symbole est modifié pour ressembler à la lettre heng ‹ ꜧ › ou alternativement ‹  › ressemblant une ligature d’un l ‹ l › et d’un ej arrondi liés .
Sa forme actuelle, formé d’un l ‹ l › et d’un ej ‹ ʒ › liés est adopté à la suite de la convention de Kiel en 1989.

## Représentations informatiques
Le lej peut être représentée avec les caractères Unicode (Alphabet phonétique international) suivants :
| formes    | représentations | chaînes de caractères | points de code | descriptions                |
| --------- | --------------- | --------------------- | -------------- | --------------------------- |
| minuscule | ɮ               | ɮ                     | U+026E         | lettre minuscule latine lej |